# Fernando Charry Lara
Fernando Charry Lara (Bogotá, 1920 - Washington, 2004) fue un poeta colombiano. Su obra se caracterizó por la brevedad, lucidez crítica e intensidad expresiva.
Llevando una vida discreta como maestro y abogado, fue director de la Radiodifusora Nacional de Colombia Internacional y director de extensión cultural en la Universidad Nacional de Colombia.
Fundó con Mario Rivero y Aurelio Arturo la revista Golpe de Dados en 1972, publicación clave en la historia de la poesía colombiana. También colaboró con revistas de España, México, Argentina, Chile, Venezuela. En estas publicaciones y ensayos desarrolló una reconocida, rigurosa y precisa labor crítica. Sus poemas aparecen agrupados en diversas antologías nacionales y de Hispanoamérica. Hizo parte de la llamada Generación Mito, agrupada alrededor de la revista homónima y el poeta Jorge Gaitán Durán. También se le clasificó en el grupo de "Cántico" o "Encuadernarlas" en su juventud. De su obra escribió en su momento el crítico Andrés Holguín: "Charry crea una poesía voluntariamente opaca, de vagas resonancias, de íntimos ecos emocionales. Su mundo está habitado de fantasmas, por borrosas figuras, perdidos aromas. Poesía esencialmente nocturna, jamás a plena luz, siempre en penumbra: es una exploración de la noche y el sueño. Poesía contenida, pura, auténtica, emanada de un temperamento hondamente sensible pero al mismo tiempo, realista y sencillo." (Revista "Aleph", Manizales. Pág. 33. número 97)

## Obra
- Temas(Colección Cántico, Bogotá, 1944)
- Nocturno y otros sueños (Bogotá, 1949 - Prólogo de Vicente Aleixandre)
- Los Adioses (1963)
- Lector de Poesía (Ensayos críticos, Bogotá, 1975)
- Pensamientos del amante (Bogotá, 1981)
- Los poetas de Los Nuevos (Bogotá, 1984 - Estudio crítico)
- Poesía y poetas colombianos (1986)
- José Asunción Silva, vida y creación (Compilación de estudios críticos, Bogotá, 1986)
- Llama de amor viva (Compilación de su obra poética, Bogotá, 1986)
- José Asunción Silva (Ensayo, 1989)
- Poésie colombienne du XXe siècle (Edición bilingüe, Tomo 4. Ginebra, 1990)
- Antología de la poesía colombiana (Compilación y estudio crítico, 1996)
- Poesía reunida. Editorial Pre-Textos. 2003.

## Premios
- Premio nacional de poesía por reconocimiento, Universidad de Antioquia, 2003.